# Oreochromis karomo
Oreochromis karomo är en fiskart som först beskrevs av Poll, 1948.  Oreochromis karomo ingår i släktet Oreochromis och familjen Cichlidae. IUCN kategoriserar arten globalt som akut hotad. Inga underarter finns listade i Catalogue of Life.